# Muzsnay Árpád
Muzsnay Árpád (álnevei: Batiz András, Tegze Ferenc, Zsadányi Mihály; Szatmárnémeti, 1941. június 21.  –) magyar újságíró, tanulmányíró, művelődésszervező, Muzsnay Magda és Muzsnay Csaba öccse.

## Életútja, munkássága
Református családba született. Középiskolát szülővárosa Kölcsey Ferenc Líceumában végzett (1957), a Babeș–Bolyai Tudományegyetemen magyar nyelv és irodalom szakos tanári diplomát szerzett (1963). Általános iskolában tanított Kiskolcson és Batizon, 1973-tól az Előre, 1974-től a Falvak Dolgozó Népe, 1990-től a Falvak Népe rovatvezető munkatársa.
Riportjai, színházi és képzőművészeti jegyzetei a Szatmári Hírlap, Ifjúmunkás, Tanügyi Újság, Korunk, Utunk hasábjain jelentek meg. A NyIrk 1971/1. számában közölte Az "Árkádia-per" c. irodalmi tanulmányát, melyben a Csokonai-sírkő körül támadt vitát mint Kazinczy stílusújító mozgalmának tudatos előkészítését értékeli. Írásaival szerepelt a Kötések, sodrásban (1980), az Utunk Kodályhoz (1984), valamint az Ember és föld (1987) c. gyűjteményekben.
Az RMDSZ megyei titkára, 1992-től elnöke, a Kölcsey Kör vezetőségi tagja.
2003-ban vonult nyugdíjba az RMDSZ alkalmazottjaként.
Nyugdíjas korában is szülőházában lakott Szatmárnémetiben a Randunelelor utca 1 számon a Zárda-templommal szembeni egykori Rácz-házban, amely a kétezres években olyan rossz állapotba került, hogy ki kellett támasztani, és a "mankós ház" néven vált közismertté, ez a ház egyben a Szatmárnémeti Kölcsey Kör székháza is.
Az EMKE főtanácsosa, a Szatmárnémeti Kölcsey Kör elnöke, a Páskándi Géza Baráti Társaság aktív tagja
Az ő szervezésében kerültek megrendezésre a Jakabffy napok, az érmindszenti zarándoklat és a Kölcsey megemlékezés, valamint a majtényi síkon megrendezett Rákóczi megemlékezés.

## Díjak, elismerések
- Ezüstfenyő-díj (2013. február 23.)[11]
- Bocskai-díj (2016. július 3.)[12]
- 2021 Fábry Zoltán-díj[13]
- Életműdíj (EMKE) (2021) [14]
- Gróf Kun Kocsárd-díj (2003)[15]